# Kim Polling
Kim Polling (Zevenhuizen, 8 februari 1991) is een voormalig Nederlands-Italiaans judoka . Ze was actief in de klasse tot 70 kilogram.

## Carrière
Polling won in april 2013 een gouden medaille op het EK judo in Boedapest. In de finale wist zij de Nederlandse Linda Bolder te verslaan. Een jaar later prolongeerde ze haar titel door in de finale de Duitse Laura Vargas-Koch al na acht seconden op haar rug te gooien (ippon). In 2018 werd ze opnieuw Europees kampioen na winst tegen Sally Conway.  Eerder werd ze Europees en wereldkampioen bij de junioren. Tevens wist ze een aantal World Cup-overwinningen te behalen bij de senioren.
Polling trainde tot 2015 onder Marjolein van Unen bij Budokan in Rotterdam. Sindsdien traint ze bij Maarten Arens. In 2016 werd ze op de Olympische Spelen in Rio de Janeiro in de eerste ronde uitgeschakeld door de latere olympisch kampioene uit Japan, Haruka Tachimoto.
Sinds 2017 traint Kim bij Accademia Torino in Turijn. Kim wordt daar begeleid door Alessandro Bruyere die ook de bondscoach is van de Italiaanse vrouwenselectie Fiamme Azzure. Sinds april 2024 is Kim ook gestart bij Andrea Ferretti. Andrea is een voormalig judoka en is onder andere meervoudig Italiaans kampioen. Na zijn judocarrière is hij bij Accademia Torino verder gegaan als Head Coach of Performance & Athletic Development. 
Op 3 april 2024 meldde de JudoBond Nederland dat er medewerking werd verleend aan Pollings versnelde naturalisatie tot Italiaans staatsburger, en dat zij per direct ook niet meer voor Nederland zou uitkomen en haar Nederlandse A-status als judoka verloor.. Polling kon daarmee in de topsportselectie van de Italiaanse politie en defensie opgenomen worden en voor het Italiaanse team uitkomen.

## Erelijst

### Wereldkampioenschappen
- 70kg – 2013 Rio de Janeiro, Brazilië
- mixed teams  – 2023 Doha, Qatar
- mixed teams  – 2024 Abu Dhabi

### Europese kampioenschappen
- 70kg – 2013 Boedapest, Hongarije
- 70kg – 2014 Montpellier, Frankrijk
- 70kg – 2015 Bakoe, Azerbeidzjan
- 70kg – 2018 Tel Aviv, Israël

## Privé
In 2016 emigreerde Polling naar Italië, waar zij ging samenwonen met haar partner, de Italiaanse judoka Andrea Regis. In mei 2022 beviel ze van hun dochter, Aurora. In 2024 maakte Polling bekend dat zij voor Italië wilde uitkomen in haar sportcarrière. Ze had al geruime tijd de mogelijkheid om een Italiaanse nationaliteit aan te vragen, maar vanwege de Nederlandse wetgeving, die dubbele nationaliteit zonder huwelijk niet toestaat, zou zij haar Nederlandse nationaliteit verliezen. Om dit te voorkomen, trad Polling in februari 2024 in het huwelijk met Regis.
In 2016 rondde Polling haar opleiding aan de PABO af, waarmee zij gekwalificeerd werd als leerkracht in het basisonderwijs.